# Cañón del Sumidero

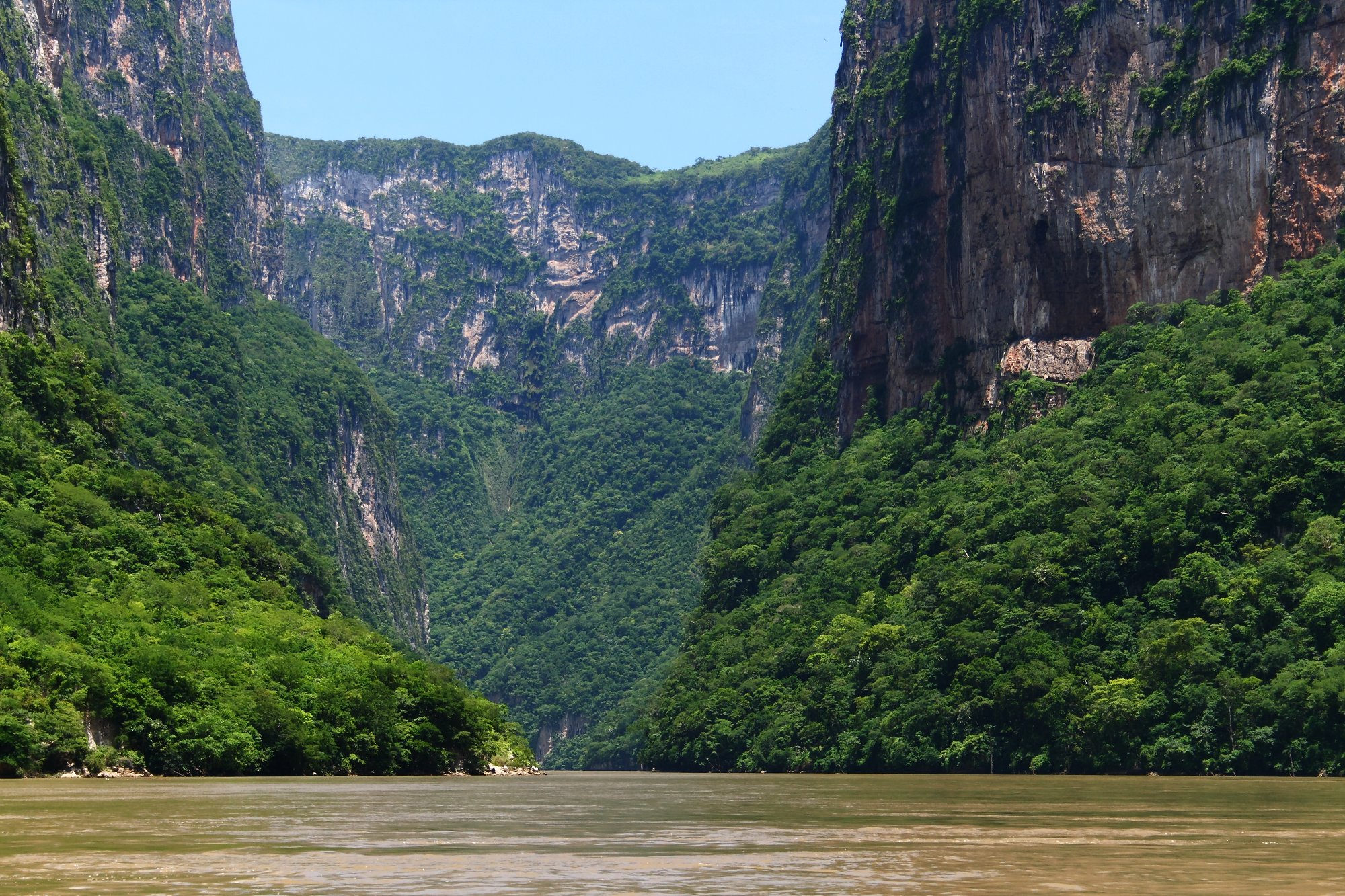
De Cañón del Sumidero

De Cañón del Sumidero is een kloof in de Mexicaanse staat Chiapas, in het dal van de Grijalva rivier.
De kloof is ontstaan door een geologische breuk in het Pleistoceen en is een van de belangrijkste toeristenattracties van Chiapas. De Cañón del Sumidero begint bij de stad Chiapa de Corzo en eindigt bij de Chicoasén-dam, waar 20% van de energie voor Centraal-Amerika opgewekt wordt. 
Tot ver in de twintigste eeuw was de kloof vrijwel onbegaanbaar. Pas in 1960 slaagde een regiment Mexicaanse soldaten er in de kloof over een lengte van ong 20 km af te varen. Van 1974 tot 1979 werd de Chicoasen dam gebouwd aan het einde van deze kloof. Deze dam is met 261 m hoogte een van de hoogste van Noord Amerika. Als gevolg van deze dam werd er een stuwmeer gevormd met een navenate forse stijging van het water in de kloof, zodat deze aanzienlijk beter bevaarbaar werd. Sindsdien is de canyon een van de meeste toeristische plekken van Zuid Mexico. De wanden van deze kloof rijzen steil uit het water omhoog met een gemiddelde hoogte van 600 tot 800 m met een uitschieter tot 1000 meter. Er is veel fauna te zien, o.a. krokodillen, apen en vogels.
Boottochten kunnen gemaakt worden vanuit Chiapa de Corzo, deze tochten gaan heen en terug door de canyon. Maar ook vanaf de stuwdam kun je afvaren naar Chiapas de Corzo. Vanuit de zeer nabijgelegen grote stad Tuxtla Gutierrez zijn er diverse reisorganisaties die dagreizen verzorgen, waarbij je eerst naar enkele mooie  uitzichtpunten hoog boven de kloof rijdt om vervolgens bij de stuwdam afgezet te worden om daarna de kloof op te varen tot Chiapas de Corzo.

De kloof is afgebeeld op het wapenschild van Chiapas.